# Dorocordulia
Dorocordulia is een geslacht van libellen (Odonata) uit de familie van de glanslibellen (Corduliidae).

## Soorten
Dorocordulia omvat 2 soorten:
- Dorocordulia lepida (Hagen in Selys, 1871)
- Dorocordulia libera (Selys, 1871)